# Драган Марковић (новинар)
Драган Марковић (Ваљево, 3. новембар 1927 — Београд, 12. март 1996) био је југословенски и српски новинар, политичар и сценариста.

## Биографија
Марковић је рођен 3. новембра 1927. у Ваљеву. Завршио је гимназију у Београду.
Био је члан СКОЈ-а од 1942, а у зиму 1943/1944. ухапсила га је Специјална полиција и био је проведен у логор у Смедеревској Паланци чији је званични назив био Завод за принудно васпитање омладине.
Из тог љотићевског завода, у коме је било изоловано 1.270 омладинаца са подручја читаве Србије, Драган Марковић је побегао у партизане, а из НОВЈ је изашао са одликовањима и са чином.
Започео је студије на Правном факултету, па прешао на журналистику на Новинарско и дипломатској високој школи основаној 1948, а укинутој 1953. године (једна од претеча Факултета политичких наука. Новинарством се почиње бавити 1947. у листу „Крила армије“ (1947—1952), па прелази у „Борбу“ (1952—1954), затим у „Комунист“, па у лист „Политика“, где су га запазили у текстовима из свакодневног живота, које су тада стари новинари звали „друштвена хроника“.
Добио је југословенску награду за публицистику у Загребу 1965. године за књигу „Јесмо ли људи“ по истоименом тексту који је написао у листу „Политика“ (сурова прича о насилном исељавању једне радничке породице усред зиме из једне мансарде).
Био је главни уредник дневног листа „НИН“ од 1975. до 1981. године, а од 1982. до 1986. године уредник дневног листа Политика. Био је посланик у скупштини Србије и члан Централног комитета Савеза комуниста Србије. Био је и члан Савезног одбора Савеза новинара Југославије у периоду од 1976. до 1981. године.
Написао је следеће књиге:
- Хроника у Београду под окупацијом
- Забрањени живот (по овом делу је настала серија Отписани)
- Фабрике радницима
- Јесмо ли људи
- Тито - живот и рад
- Истина о Голом отоку
- Јосип Броз Тито и Голи Оток

Осим политике и новинарства , најпознатији је и по писању сценарија за серије Отписани (1974) и Повратак отписаних (1978).
У првој сарадњи са редитељом Миомиром Стаменковићем у продукцији Босна филм Сарајево је 1971. године по његовом сценарију који је заједно писао са Луком Павловићем реализован филм Клопка за генерала. Године 1974. ступа у сарадњу са Душаном Перковићем, драматургом, продуцентом и директором продукције Центар филм Београд. Заједно су урадили сценарија за филмове СБ затвара круг (1974), Нека друга жена (1981), Опасни траг (1984) који су по својој тематици били криминалистички жанр и трилер, а чију режију је потписао Миомир Стаменковић.
Био је двоструки добитник Ордена за храброст.
Умро је 12. марта 1996. године у Београду.